# Carlos Oliva (futbolista)
Carlos Oliva Sosa (Breña, Provincia de Lima, Perú; 2 de febrero de 1948) es un exfutbolista peruano. Jugaba como mediocampista y era conocido como Carlos Puchito Oliva. Actualmente tiene 75 años.
Fue uno de los futbolistas que mejor combinó trajín y talento en el fútbol peruano. Aplicado en la marca y preciso en la creación, se inició en el Defensor Lima de Breña, su barrio, siendo el club con el que más se identificó, jugó en el equipo granate desde los años sesenta, siendo uno de los primeros ídolos del cuadro ‘carasucia’. La suerte no quiso que estuviera en el equipo campeón de 1973.

## Clubes
| Club                        | País | Año         | Part. | Goles | Promedio |
| --------------------------- | ---- | ----------- | ----- | ----- | -------- |
| Defensor Lima               | Perú | 1965 - 1969 | 49    | 2     | 0        |
| Defensor Arica              | Perú | 1970 - 1971 | 34    | 2     | 0,06     |
| Deportivo Sima              | Perú | 1972        | 26    | 3     | 0        |
| Deportivo Municipal         | Perú | 1973        | 12    | 0     | 0        |
| Atlético Barrio Frigorífico | Perú | 1974        | -     | 1     | -        |
| Defensor Lima               | Perú | 1975 - 1978 | -     | -     | -        |
| Deportivo Junín             | Perú | 1979 - 1980 | 39    | 1     | -        |